# Raquel Justice
Raquel Justice (* 16. Juni 2004 in Poway, San Diego, Kalifornien, USA) ist eine US-amerikanische Schauspielerin.
Bekannt wurde sie durch ihre Rollen, als Sofia Rivera, der besten Freundin, der jungen Debra Morgan in der Showtime-Krimiserie Dexter: Original Sin.

## Leben
Raquel wurde in Poway, San Diego, Kalifornien, geboren und wuchs dort auf.
Ihr Vater ist der ehemalige MLB-Spieler David Justice und ihre Mutter Rebecca Villalobos, ein Model und Designerin. Sie wuchs mit ihren beiden Geschwistern auf.
2014 war die Familie in einer Episode von Celebrity Wife Swap zu sehen, dies inspirierte Raquel dazu, die Schauspielerei beruflich ausüben zu wollen.

## Karriere
Justice erhielt 2016 eine wiederkehrende Rolle in der ABC Family Show Recovery Road.
Raquel Justice wirkte in von Disney produzierten Serien mit, u. a. Nicky, Ricky, Dicky & Dawn, Andy Mack und Zuhause bei Raven.
2024 drehte sie den Film Finding Tony und erhielt die Rolle der Sofia Rivera in Dexter: Original Sin.

## Filmografie
- 2016: Recovery Road (Fernsehserie, 1 Folge)
- 2017: Nicky, Ricky, Dicky & Dawn (Fernsehserie, 1 Folge)
- 2018: My Two Left Feet (Kurzfilm)
- 2018–2019: Story of Andi (Andy Mack, Fernsehserie, 4 Folgen)
- 2019–2020: Sunnyside Up (Webserie, 7 Folgen)
- 2020: One Day at a Time (Fernsehserie, 3 Folgen)
- 2022: Black-ish (Fernsehserie, 1 Folge)
- 2022: Zuhause bei Raven (Raven’s Home, Fernsehserie, 1 Folge)
- 2022: Quantum Leap – Zurück in die Vergangenheit (Quantum Leap, Fernsehserie, 1 Folge)
- 2024: Finding Tony
- 2024–2025: Dexter: Original Sin (Fernsehserie, 8 Folgen)